# ウェイストゲートバルブ
ウェイストゲートバルブ（英: wastegate valve）とは、ターボチャージャーによる過給エンジンにおいて、排気ガスの一部を分流させることによりタービンへの流入量を調節するバルブ機構のこと。これによりターボチャージャー自体の回転数が制御され、安定した過給圧（ブースト圧）が得られるとともに、エンジンやターボチャージャー自体を損傷から保護する。ウェイストゲート、単にゲートとも呼ばれる。
日本語において"waste" の部分は、よく「西」の意味の"west"「ウエスト」と誤記・誤発声されるが、正しくは「余剰」「無駄」「ゴミ」などを意味する「ウェイスト」である。

## 概要
ターボ過給エンジンは過給圧が高まれば高まるほどパワーが上がるが仮想排気量が増えていく為、必然的に排気ガスの量や圧力も増えていき、そのままでは際限なく過給圧が上がり続けてしまう。過給圧が上がりすぎた場合、燃料噴射装置の制御が追いつかなくなればエンジンがブローし、ターボチャージャーの回転が限界以上に達すればタービンブローに陥る。
これを防ぐため、過給圧の増大と共にある一定以上の排気圧力がターボチャージャーに掛かった場合、その排気圧力を排気管側へバイパスさせ、一定以上の過給を行わないようする。このバイパス経路を開くバルブがウェイストゲートバルブである。
なおスーパーチャージャーの場合には構造上ウェイストゲートバルブはないが、その替わりにインテークマニホールド近辺にブローオフバルブに類似した構造のリリーフバルブが設けられ、ウェイストゲートバルブと同様に過給圧が必要以上に上がる事を防いでいる。

## 種類
ウェイストゲートバルブには、ターボチャージャー本体にウェイストゲート機構を内蔵するタイプ（内蔵型）と、ターボチャージャー本体とは別にウェイストゲート機構を独立して設置するタイプ（外付け型）の2種類がある。
なお、内蔵型 / 外付け型のどちらも機能としてはウェイストゲートであるが、日本では前者が「アクチュエータ式」、後者が「ウェイストゲート式」と言い習わされている。
更に近年ではこの開閉弁を電子制御化されたエレクトリックウェイストゲートを採用。細かいコントロールが可能になった。

### ターボチャージャー内蔵型

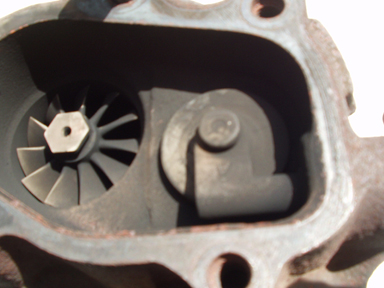
内蔵型のウェイストゲートバルブ
（右側のフラップ式バルブ）

ターボチャージャー本体にウェイストゲート機構を組み込んだもので、標準装着のターボ車のほとんどがこの方式を用いている。ターボチャージャーの排気タービン部の排気入り口と出口を仕切る隔壁に穴を開け、多くの場合ここにフラップ式のバルブを設ける。このフラップはタービン出口側に開く。

### 外付け型
ウェイストゲートを独立して設けるタイプ。排気パイプを二股に分け、一方をターボチャージャー、もう一方をこの外付け型ウェイストゲートに接続する。内蔵型のウェイストゲートを持たないターボチャージャーの使用、及び主として高過給による高出力を目的とする用例において排気分流量を高精度に制御したい場合に多く用いられる。バルブ自体もエンジンの吸排気バルブに似たポペットバルブが用いられる。
外付け型ウェイストゲートの排出側は、排気タービンの出側に合流するようにパイピングされるが、主として排気背圧の低減目的でこれを直接大気へ放出する例がある。マフラー無しでの大気開放は轟音を発生し、また、排気ガス浄化用触媒を経由しないので汚染物質を含むことになり、一般路上の走行は法律上不可能である。